# Linea 7 (metropolitana di New York)
7 Flushing Local and Express è una linea della metropolitana di New York che collega la città da est, con capolinea presso la stazione di Flushing-Main Street, a ovest, con capolinea presso 34th Street-Hudson Yards dal 2015. La linea è indicata, nei cartelli in stazione e nelle mappe, con il colore lampone poiché l'infrastruttura principale che utilizza a Manhattan è la linea IRT Flushing. Questa linea effettua due tipi di servizi:
- un servizio locale, di nome 7 Flushing Local, in cui i treni fermano in tutte le stazioni;[2]
- un servizio espresso, di nome 7 Flushing Express, in cui i treni fermano solo nelle stazioni principali.[2]

La linea è anche conosciuta, informalmente, come International Express per due motivi: perché viaggia attraverso alcuni quartieri popolati da immigrati e perché era la linea che serviva il sito dell'esposizione mondiale del 1964.
È utilizzata da circa 500.000 passeggeri al giorno.

## Storia

### 1900-1999
La linea fu attivata il 22 giugno 1915, in concomitanza con l'apertura della prima sezione della linea IRT Flushing tra Grand Central e Vernon Boulevard-Jackson Avenue avvenuta pochi giorni prima, il 13 giugno. Nel corso dei tredici anni successivi, con l'apertura di nuovi tratti dell'infrastruttura, la linea venne estesa fino a Times Square e Flushing-Main Street. Nel 1917, fu attivato il servizio espresso e, inoltre, fino al 1949, il servizio, sia quello locale che quello espresso, a ovest di Queensboro Plaza venne gestito congiuntamente dall'Interborough Rapid Transit Company e della Brooklyn-Manhattan Transit Corporation. L'attuale denominazione venne poi assegnata alla linea solo nel 1948.
Tra il 13 maggio 1985 e il 21 agosto 1989, essendo la linea IRT Flushing soggetta a diversi interventi migliorativi, il servizio espresso venne interrotto. Completato l'intervento, il servizio espresso venne ripristinato, ma saltando la fermata 61st Street-Woodside, che venne ripristinata solo un paio di mesi più tardi, dopo pressioni da parte della comunità locale. A metà degli anni novanta la MTA scoprì che il viadotto su Queens Boulevard era instabile; per permettere i lavori di ricostruzione, iniziati nell'aprile del 1993, il servizio espresso venne quindi interrotto tra le stazioni di 61st Street-Woodside e Queensboro Plaza. Il 31 marzo 1997, terminati i lavori sul viadotto, il servizio è stato ripristinato nella sua interezza.

### 2000-presente
Dal 2008, sulla linea IRT Flushing, sono in corso i lavori per l'installazione di un sistema di controllo automatico del traffico ferroviario, il communication based train control. Questo investimento, di 585.900.000 di dollari, permetterà di avere due treni in più per ogni ora, portato l'attuale frequenza di 27 treni per ora a 29, e di aumentare del 7% la capacità attuale. I lavori dovrebbero terminare nel 2018. Altro progetto attualmente in corso è la 7 Subway Extension, che consiste nell'estensione della linea verso sud-ovest con una nuova stazione presso 34th Street e 11th Avenue. Il progetto, iniziato nel 2007, dovrebbe essere completato nel 2015.
Il 16 novembre 2010 le autorità di New York hanno affermato di avere preso in considerazione l'idea di estendere ulteriormente la linea verso il New Jersey; proposta appoggiata, in seguito, anche dall'allora sindaco di New York Michael Bloomberg e dal governatore del New Jersey Chris Christie. Nell'aprile 2012, tuttavia, Joseph Lhota, ex presidente della MTA, ha annunciato che la linea non sarebbe stata estesa oltre l'Hudson a causa dei costi troppo elevati.

## Il servizio

### 7 Flushing Local
Il servizio 7 Flushing Local, come gran parte della rete, è sempre attivo, 24 ore su 24. Ferma in tutte le 22 stazioni della linea IRT Flushing ed ha un tempo di percorrenza di 35 minuti. Nelle ore di punta è affiancato dal servizio espresso 7 Flushing Express.
Possiede interscambi con ben 20 delle altre 24 linee della metropolitana di New York, con i servizi ferroviari suburbani Long Island Rail Road e Metro-North Railroad e con numerose linee automobilistiche gestite da MTA Bus e NYCT Bus.

#### Le stazioni servite
| Stazione                        |  | Interscambi con la metropolitana | Altri Interscambi                          |
| ------------------------------- |  | -------------------------------- | ------------------------------------------ |
| Queens                          |  |                                  |                                            |
| Flushing-Main Street            |  |                                  | Long Island Rail Road • MTA Bus • NYCT Bus |
| Mets-Willets Point              |  |                                  | Long Island Rail Road • NYCT Bus           |
| 111th Street                    |  |                                  | NYCT Bus                                   |
| 103rd Street-Corona Plaza       |  |                                  | MTA Bus                                    |
| Junction Boulevard              |  |                                  | MTA Bus                                    |
| 90th Street-Elmhurst Avenue     |  |                                  |                                            |
| 82nd Street-Jackson Heights     |  |                                  | MTA Bus • NYCT Bus                         |
| 74th Street-Broadway            |  |                                  | MTA Bus • NYCT Bus                         |
| 69th Street                     |  |                                  | NYCT Bus                                   |
| 61st Street-Woodside            |  |                                  | Long Island Rail Road • MTA Bus • NYCT Bus |
| 52nd Street                     |  |                                  | NYCT Bus                                   |
| 46th Street-Bliss Street        |  |                                  | MTA Bus • NYCT Bus                         |
| 40th Street-Lowery Street       |  |                                  | MTA Bus • NYCT Bus                         |
| 33rd Street-Rawson Street       |  |                                  | MTA Bus • NYCT Bus                         |
| Queensboro Plaza                |  |                                  | MTA Bus • NYCT Bus                         |
| Court Square                    |  |                                  | MTA Bus • NYCT Bus                         |
| Hunters Point Avenue            |  |                                  | Long Island Rail Road • MTA Bus            |
| Vernon Boulevard-Jackson Avenue |  |                                  | Long Island Rail Road • MTA Bus            |
| Manhattan                       |  |                                  |                                            |
| Grand Central                   |  |                                  | LIRR · Metro-North Railroad • NYCT Bus     |
| Fifth Avenue                    |  |                                  | NYCT Bus • MTA Bus                         |
| Times Square                    |  |                                  | NYCT Bus • MTA Bus                         |
| 34th Street-Hudson Yards        |  |                                  | NYCT Bus • MTA Bus                         |

### 7 Flushing Express
Il servizio 7 Flushing Express, che affianca il servizio locale nelle ore di punta, ferma nelle principali 11 stazioni della linea IRT Flushing ed ha un tempo di percorrenza di 28 minuti. È attivo dalle 6.30 alle 10.00 e dalle 15.00 alle 21.30 nella direzione di massimo afflusso: dalle 6.30 alle 10.00 il servizio è verso 34th Street-Hudson Yards, dalle 15.00 alle 21.30 il servizio è verso Flushing-Main Street.
Come il servizio locale, possiede interscambi con 20 delle altre 24 linee della metropolitana di New York, con i servizi ferroviari suburbani Long Island Rail Road e Metro-North Railroad e con numerose linee automobilistiche gestite da MTA Bus e NYCT Bus. Per distinguerlo dal servizio locale il suo simbolo ha la forma di un rombo anziché di un cerchio.

#### Le stazioni servite
| Stazione                        |  | Interscambi con la metropolitana | Altri Interscambi                          |
| ------------------------------- |  | -------------------------------- | ------------------------------------------ |
| Queens                          |  |                                  |                                            |
| Flushing-Main Street            |  |                                  | Long Island Rail Road • MTA Bus • NYCT Bus |
| Mets-Willets Point              |  |                                  | Long Island Rail Road • NYCT Bus           |
| Junction Boulevard              |  |                                  | MTA Bus                                    |
| 61st Street-Woodside            |  |                                  | Long Island Rail Road • MTA Bus • NYCT Bus |
| Queensboro Plaza                |  |                                  | MTA Bus • NYCT Bus                         |
| Court Square                    |  |                                  | MTA Bus • NYCT Bus                         |
| Hunters Point Avenue            |  |                                  | Long Island Rail Road • MTA Bus            |
| Vernon Boulevard-Jackson Avenue |  |                                  | Long Island Rail Road • MTA Bus            |
| Manhattan                       |  |                                  |                                            |
| Grand Central                   |  |                                  | LIRR · Metro-North Railroad • NYCT Bus     |
| Fifth Avenue                    |  |                                  | NYCT Bus • MTA Bus                         |
| Times Square                    |  |                                  | NYCT Bus • MTA Bus                         |
| 34th Street-Hudson Yards        |  |                                  | NYCT Bus • MTA Bus                         |

## Il materiale rotabile

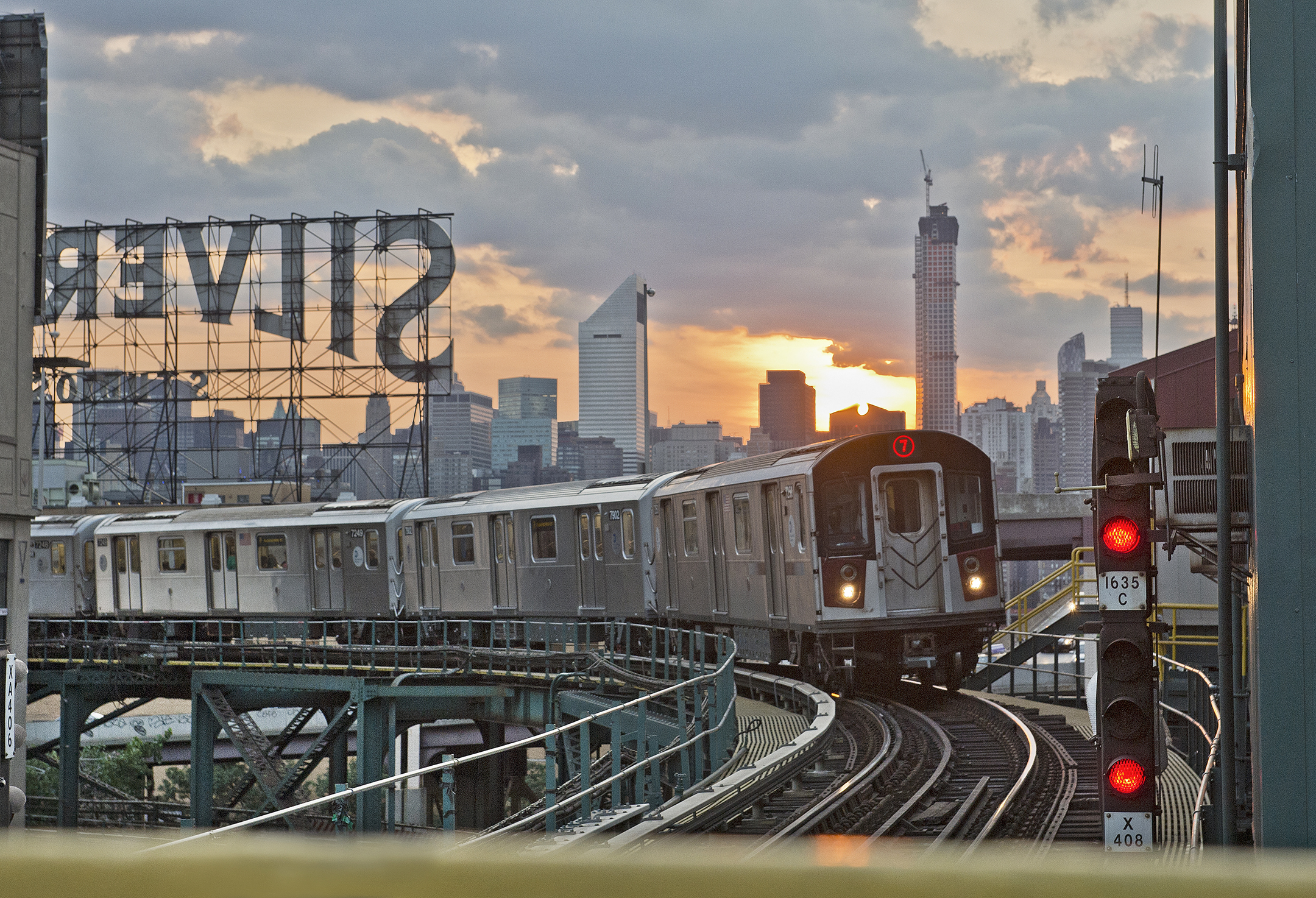
Un R188 in servizio.

La linea 7 utilizza treni con 11 casse che risultano essere i treni con più casse di tutto la rete. Questi treni non sono, però, i più lunghi poiché misurando solo 171 metri, contro i 180 metri dei treni della B Division che posseggono meno casse, ma con una lunghezza singola maggiore. Sulla linea vengono attualmente utilizzati due tipi di treni:
- gli R62A, realizzati tra il ti tra il 1984 e il 1987 dalla canadese Bombardier ed entrati in servizio nel 1985.[22] Dotati di 11 casse, sono stati completamente sostituiti, nel 2018, dagli R188.[23]
- gli R188, realizzati dalla tra il 2011 e il 2015 dalla giapponese Kawasaki Heavy Industries per rimpiazzare gli R62A e dotati del communication based train control per adattarsi ai lavori di automatizzazione della linea. La loro messa in servizio fornirà ulteriori sei treni da utilizzare sulla 7 Subway Extension e permetterà di spostare venti R62A sulle altre linee della A Division; il primo treno è entrato in servizio il 9 novembre 2013.[24][25]

Il deposito utilizzato dalla linea è il Corona Yard situato vicino al Flushing Meadows Park e al Citi Field, nel Queens. Il 26 agosto 2006, il deposito originale aperto nel 1928 è stato chiuso, demolito e sostituito da una nuova costruzione più moderna.